# Herbert Boruc
Herbert Boruc (ur. 6 lipca 1969 w Siedlcach) – polski piłkarz, w latach 1986–1996 występujący na pozycji obrońcy. 

## Kariera klubowa
Zaczynał karierę w Pogoni Siedlce, której barwy reprezentował do 1988 roku. Od 1989 był piłkarzem Siarki Tarnobrzeg, jednakże już po dwóch latach przeniósł się do Błękitnych Kielce. W 1992 roku na pół roku powrócił do Siarki, zaś następnie w 1993 roku podpisał kontrakt ze Stalą Stalowa Wola. Występował w niej do 1996 roku, kiedy to zakończył karierę.

## Życie prywatne
Jest bratem stryjecznym 65-krotnego reprezentanta Polski Artura Boruca. 